# Jirō Tsuboi
Jirō Tsuboi (jap. 坪井 二郎 Tsuboi Jirō; ur. w 1862, zm. w 1903) – japoński lekarz higienista.
Był synem Tameharu Tsuboi, znanego lekarza i nauczyciela medycyny. Po ukończeniu Szkoły Medycznej Uniwersytetu Tokijskiego podjął pracę na Wydziale Higieny tej uczelni. W 1890 wyjechał do Niemiec, gdzie studiował u Maxa von Pettenkofera na Uniwersytecie Ludwika i Maksymiliana w Monachium. W Berlinie u Roberta Kocha uczył się podstaw wiedzy o tuberkulinie. Po powrocie do Japonii pracował jako higienista w różnych miejscach, między innymi w komitecie ds. zanieczyszczeń w kopalni miedzi Ashio. W 1899 został wybrany pierwszym dziekanem Szkoły Medycznej Cesarskiego Uniwersytetu w Kioto (Kyōto Teikoku Daigaku).